# Dicranomyia (Dicranomyia) aspropoda
Dicranomyia (Dicranomyia) aspropoda is een tweevleugelige uit de familie steltmuggen (Limoniidae). De soort komt voor in het Oriëntaals gebied.